# 百慕大国家博物馆

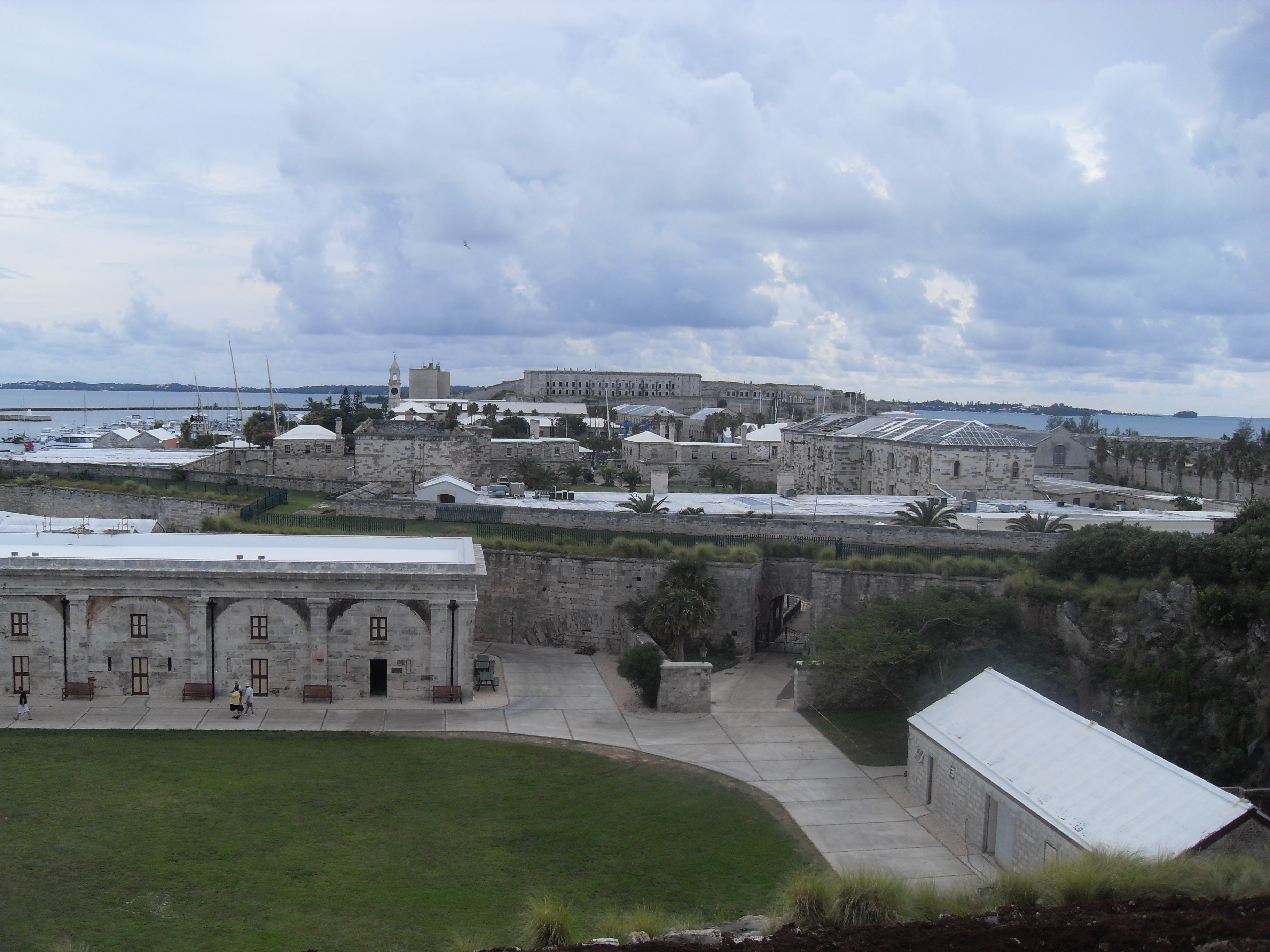
百慕大国家博物馆

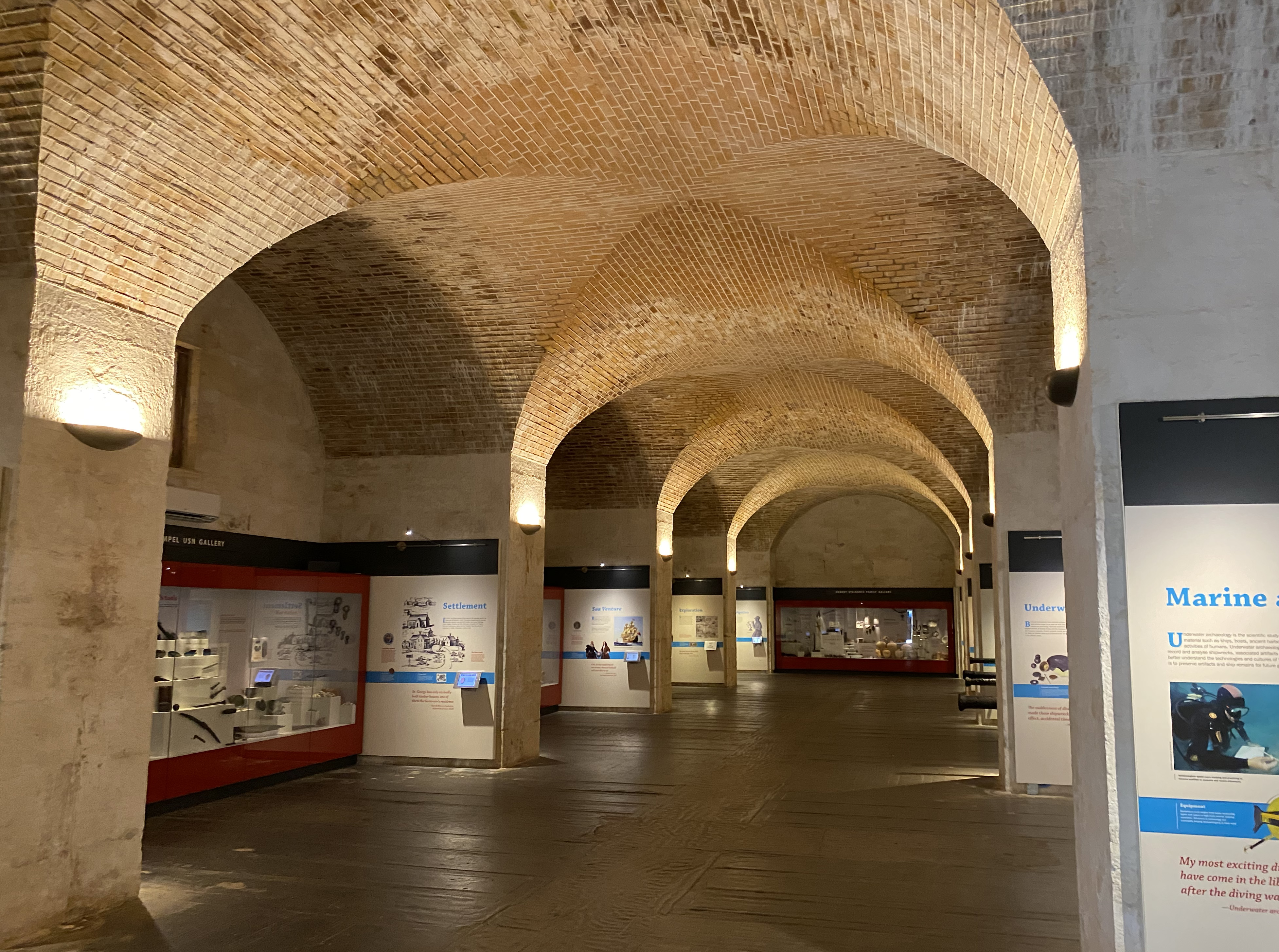
博物馆展厅

百慕大国家博物馆（英語：National Museum of Bermuda），是一座始建于1974的博物馆，2009年前曾称百慕大海事博物馆（Bermuda Maritime Museum），是一座介绍百慕大历史的博物馆，位于百慕大爱尔兰岛百慕大皇家海军造船厂。博物馆还出版了一些关于百慕大历史地理的书籍。

## 历史
在英国在北美的殖民地宣布独立之后，百慕大逐渐发展为英国海军在大西洋北美附近海域的主要基地。百慕大皇家造船厂始建于1809年并持续了一个世纪。建筑主要材料是当地的石灰岩，工程最初由奴隶进行，后来罪犯、劳工也有参与。造船厂于1950年代逐渐关闭，厂房处于年久失修的状态。1974年，百慕大海事博物馆开始使用这些建筑，恢复工程也得以开始。
博物馆的名称在2009年改为现在的名字，以反映其更广的关注范围。更名在2013年以修订博物馆法令的形式最终完成。